# Мач, Франц фон
Франц Йозеф Карл фон Мач (иногда фон Матш, нем. Franz Josef Karl von Matsch; 16 сентября 1861[…], Вена — 5 октября 1942, Вена) — австрийский художник: живописец и скульптор академического направления.

## Биография
В 1875—1883 годах учился в венской Школе художественных ремёсел (Kunstgewerbeschule) при Австрийском музее искусства и промышленности у Михаэля Ризера, Карла Граховины и Людвига Миннигероде. В студенческие годы вместе со своим соучеником Густавом Климтом и его братом Эрнстом Климтом организовал художественное товарищество, выполнившее значительное количество декоративных работ по всей империи и в столице, в том числе в городских театрах в Райхенберге, Фиуме и в Бургтеатре и Музее истории искусств на венской Рингштрассе. На фреске плафона «Сцена из античного театра» в Бургтеатре Франц Мач написал женский образ с актрисы Шарлотты Вольтер и в дальнейшем пользовался протекцией знаменитой актрисы. Мач также является автором одной из четырёх и единственной сохранившейся «факультетской картины» для большого актового зала в здании Венского университета. В 1893—1902 годах преподавал в родной Школе художественных ремёсел, имел доступ в высшее венское общество и ко двору. Выполнял заказ императрицы Елизаветы «Триумф Ахилла» для Ахиллиона на острове Корфу. В 1912 году возведён в дворянское достоинство.

## Галерея

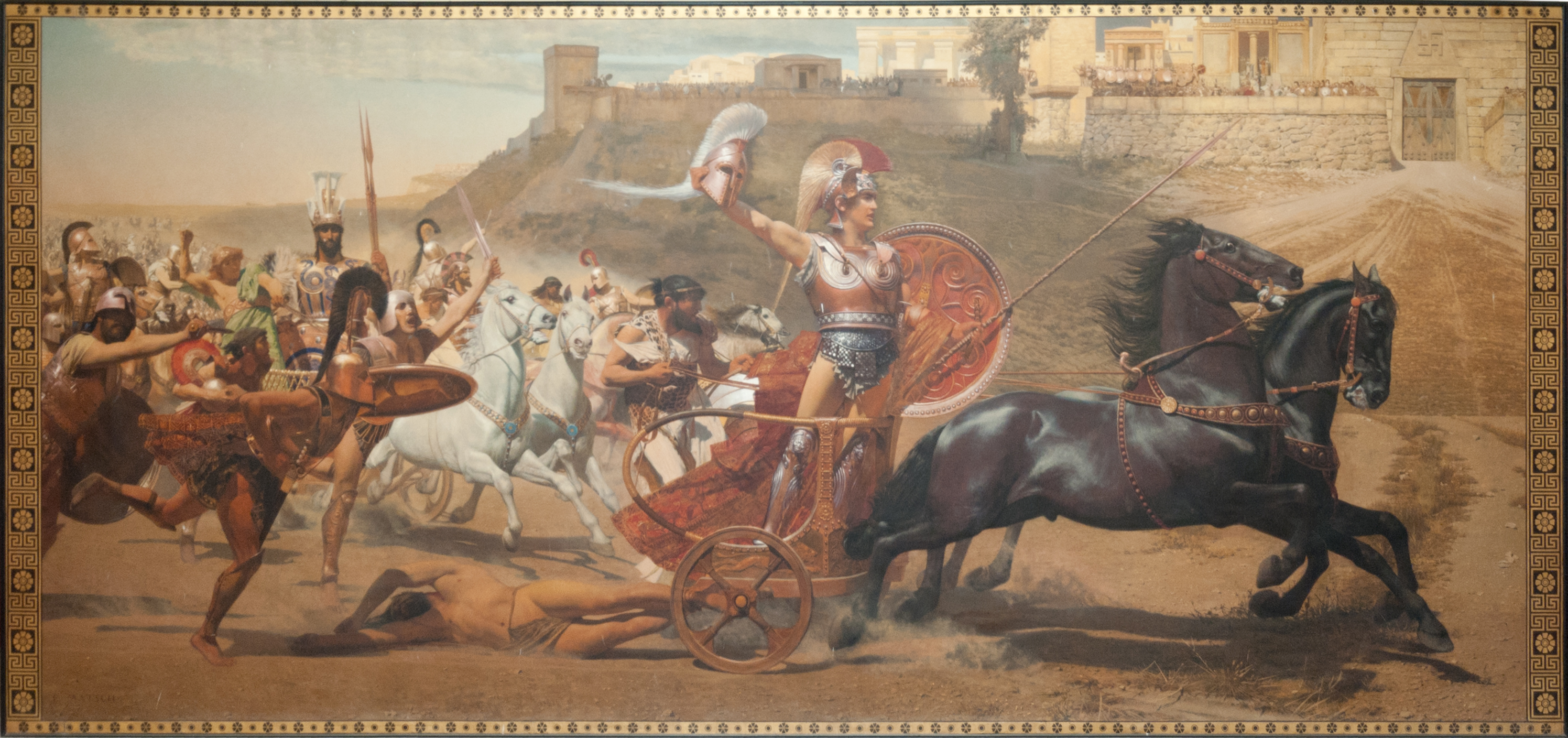
Триумф Ахилла. 1892. Фреска на верхнем уровне главного зала Ахиллиона на Корфу, Греция
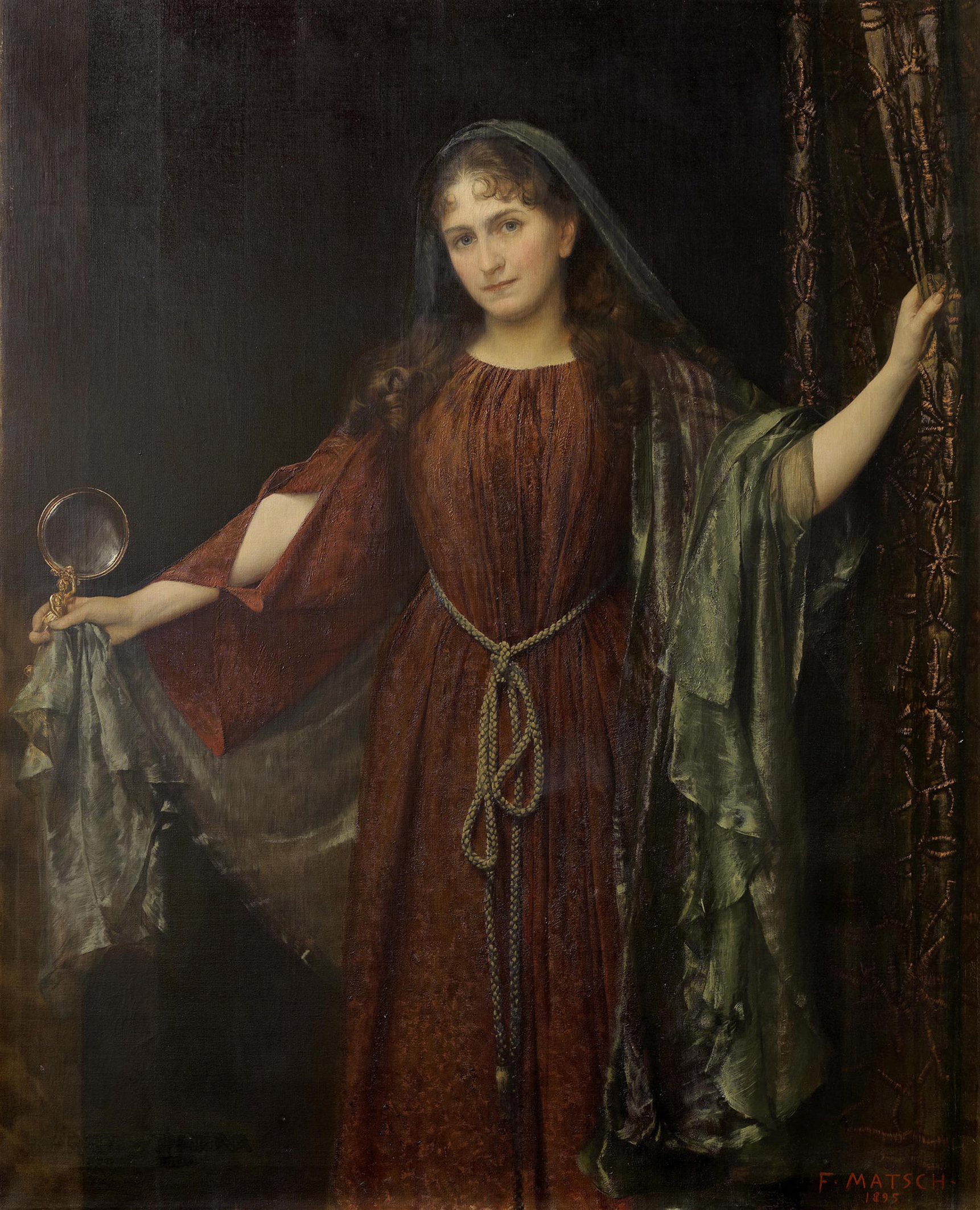
Катарина Шратт в роли госпожи Правды. 1895
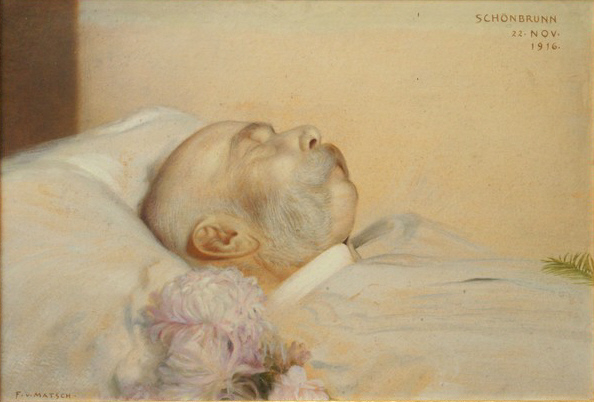
Император Франц Иосиф на смертном одре 22 ноября 1916 года